# Sonante
In fonetica e fonologia, una sonante (o, meno comune, sonorante) è un suono del linguaggio che viene prodotto, senza flusso d'aria turbolento, nel tratto vocale. Essenzialmente questo significa che un suono "spinto fuori" (come /z/) o "schioccato" (come /t/) non è una sonante. Per esempio, le vocali sono sonoranti, come lo sono le consonanti /m/ e /l/. Altre consonanti, come /d/ o /s/, limitano abbastanza il flusso d'aria da causare turbolenza, e così sono non-sonoranti. Oltre alle vocali, le categorizzazioni fonetiche dei suoni che sono considerati sonanti includono approssimanti, nasali, battute e vibranti. Nella gerarchia della sonorità, tutti i suoni più alti delle fricative sono sonoranti. Essi possono dunque formare il nucleo di una sillaba nelle lingue che riconoscono questa distinzione a questo livello di sonorità.
Le sonanti sono quelle articolazioni in cui vi è soltanto una parziale chiusura o, detto altrimenti, un flusso d'aria nasale od orale non ostacolata; tali articolazioni, tipicamente sonore, frequentemente senza attrito e senza componente di rumore, possono condividere molte caratteristiche fonetiche con le vocali.
Talvolta viene usata la parola risonante per questi suoni non-turbolenti. In questo caso, la parola sonante o sonorante può essere ristretta alle sonanti non-vocoidi; vale a dire, tutte quelle di sopra eccetto le vocali e semivocali. Tuttavia, questo uso sta diventando datato.
Le sonanti contrastano con le costrittive, le quali causano turbolenza nel tratto vocale. Tra le consonanti pronunciate molto indietro nella gola (uvulare, faringale) la distinzione tra un approssimante e una fricativa sonora è così indistinta che tali suoni come la consonanti sonore fricativa uvulare ([ʁ]) e fricativa faringale ([ʕ]) spesso si comportano come sonanti. La consonante faringale è anche una semivocale corrispondente alla vocale [ɑ].
La maggior parte delle occlusive sono sorde, mentre la grande maggioranza delle sonanti sono sonore. Sono certamente possibili le sonanti sorde, ma queste si verificano come fonema soltanto nel 5% delle lingue del mondo. Queste sono quasi esclusivamente trovate nell'area intorno all'Oceano Pacifico, dalla Nuova Caledonia in senso orario al Sud America, e appartengono a un numero di famiglie linguistiche, tra cui le austronesiane, sino-tibetane, na-dene e eschimo-aleutine. È degno di nota che, in ogni caso dove una sonante sorda non si verifica, vi è un sonante sonora contrastante. 
Le sonanti sorde tendono ad essere abbastanza, anzi, molto difficili da riconoscere anche per quei popoli la cui lingua si trova a contenerle, ed hanno una forte tendenza a risuonare o a subire l'indurimento per formare ad esempio una fricativa come ç o ɬ.

## Sonanti nella lingua inglese
L'inglese ha i seguenti fonemi consonantici sonanti: /l/, /m/, /n/, /ŋ/, /ɹ/, /w/, /j/.